# 杰弗里·皮特森
杰弗里·皮特森（Jeffrey Peterson，1972年10月11日—）出生于加利福尼亚州圣巴巴拉，是美国高科技方面的企业家，亚利桑那州的富豪，他被认为是美国西班牙语互联网的领军人物。 作为技术和企业管理的双重精英，杰弗里以创建了最著名的南美在线交友社区网站之一的Quepasa.com而出名。

## 早期生涯
皮特森在加利福尼亚州的圣巴巴拉市长大。他的父亲是美国人，母亲是英国人，祖上是从西班牙移民到圣巴巴拉的。 皮特森就读于圣巴巴拉地区的公立学校。根据一篇由《亚利桑那共和报》（Arizona Republic）发表的文章，皮特森一直是加州大學聖塔芭芭拉分校的一名计算机实验室主任的邻居，这位邻居从1978年就开始教他计算机编程。
皮特森童年的时候，每天常常花费大量的时间，远程登陆加州大學聖塔芭芭拉分校的主机。这位电脑小天才很快学会了在PDP-11和DEC VAX系统上编辑Unix和基于OpenVMS的软件应用程序。那时候的计算机使用没有现在这么普及，是极其昂贵的，一般只有大学教授和工程师才能涉及。为了能使用计算机，皮特森在麻省理工学院人工智能实验室保留了一个登陆名，“皮特森教授”，当时他才11岁。
1981年，皮特森开始了他的第一项工作，为一家软件公司打工。1983年，他为一家硬件公司工作，做产品测试。 80年代中期， 皮特森一直致力于自由发布BBS和多人电脑游戏的开发。他被同行们认为是实施定制的内核级的多任务解决方案的专家，他还经常突破硬件的传统使用极限。 皮特森在十几岁的时候就已经是一个经验丰富的汇编和C语言的开发人员，他为80年代出现的F/OSS （页面存档备份，存于）编程社区做出了极大的贡献，并发表了大量的文章。
2004年，皮特森被TheStreet.com的一篇讽刺文章嘲笑他儿时的编程经历。那篇文章引用了Quepasa上皮特森的简历并质疑：“我们能够相信他从10岁就开始编程了吗？”然而，就是在这个年纪，皮特森已经上了软件畅销书的内封面。
1986年到1990年之间，皮特森在加州大学圣塔芭芭拉分校的大学电台KCSB－FM做音乐节目主持人。80年代末期，皮特森作为电台的经理曾给一些名人提供过工作，比如Jim Rome和肖恩·漢尼提。
1988年，皮特森16岁的时候从高中退学，并继续追求他的成功职业投资人的梦想。之后，他还继续学习过法律和历史。

## 职业生涯

### 华尔街的岁月
1989年，皮特森得到了一份雷曼兄弟股票经纪公司的工作，他很快地学会了股票市场的操作。他后来通过了行业考试，在19岁时成为了一名股票经纪。在经历了几个经纪公司的工作之后，皮特森最终受雇于投资银行，他在那里积累了宝贵的企业融资经验。在90年代初的金融牛市下，皮特森可以和其它投资公司一起大展宏图。

### Quepasa.com
1997年，皮特森成立Quepasa Corporation。它是第一个主要面向拉美裔美国人的在线社区。一年后，他成功地说服了美国亚利桑那州体育大亨Jerry Colangelo集资2000万美元来启动公司。菲尼克斯太阳队的贾森·基德签约成为投资者。前丹佛野马队的四分卫John Elway加入，投资50万美元。
短短几个月内，哥斯达黎加总统何塞·玛丽亚·菲格雷斯加入Quepasa董事局。 皮特森继续向索尼和Telemundo公司出售股份。CNBC的评论员和前首席商务联邦存款保险公司董事长属威廉塞德曼加入Quepasa的董事局。经与皮特森在迈阿密先驱报的办事处在线访谈，凯莱斯特芬签约成为Quepasa的官方发言人和投资人。Quepasa广告牌常常出现在美国各地的西班牙城市，鼓励拉美裔参加"El Mundo Nuevo"（新世界）在线。上百万的人真的加入了。
1999年6月24日，Quepasa在纳斯达克上市。当天Quepasa总值2.72亿美元。年轻的公司创始人接受了CNN和CNBC的实况采访。26岁时，皮特森的个人净资产达到3600万美元。
一年后，Quepasa成为拉美裔美国人最喜欢的在线社区，领先于竞争对手Starmedia和Yahoo！

### Quepasa 的管理争端
Quepasa公开上市不久后，皮特森被60天前自己新任命的CEO Gary Trujillo赶出了公司。在皮特森向公众谈起公司内部的巨大管理政变的时候，皮特森说：“Trujillo颠覆了我寄予他的每一分信任。”
在马里科帕县高级法院提起的诉讼中，彼得森被指控与Quepasa竞争。90天后，法院裁决Quepasa应支付皮特森240万美元。Trujillo后来讲到起因是因为个性不和。
皮特森后来辞去了董事会职务，但仍是Quepasa最大的单一股东。他的离开“只会把公司交到一群既不懂互联网技术，又不懂如何运作的人手中”。

### Vayala 公司
2001年7月，彼得森与亚洲科技大亨Hong Liang Lu的儿子Brian Long Lu以及Mike Marriott一起创建了互联网搜索公司Vayala。Vayala作为一个大规模的动态搜索技术开发公司，实现了企业与Softbank 公司的融资成功。2002年，Vayala收购了Quepasa。
在此期间，Arizona Republic把皮特森用作封面，并三期连载了他的职业生涯，分别在2001年9月9号，10号和11号。

### Quepasa的收购与复活
到2002年，Quepasa在首席执行官 Trujillo 的领导下，股票价值已经下降到几乎一文不值。在媒体报道中， Trujillo 将Quepasa的股票下跌归咎于不利的市场条件和互联网泡沫的破裂。芝加哥论坛报说：“即使互联网正在经历严冬，许多专家在听到曾经超级成功的拉美网站－Quepasa.com濒死的消息的时候，仍然感到非常的震惊。”
当年晚些时候，皮特森带领一组投资人成功地认购了Quepasa，据说他自己也投资了数百万美元。  （页面存档备份，存于）在接管Quepasa之后不久，皮特森重新成为Quepasa的主席和首席执行官。
2004年1月，凤凰商业杂志报道，Quepasa正在它的创始人杰弗里 . 皮特森领导下“进行复苏”。到2006年，Quepasa的股价已经增加了1.5亿美元。
2006年11月15日，皮特森在向亿万富翁Richard Scott出售了30%的Quepasa股份后，再次离开了Quepasa公司。

## 政治活动
皮特森是民主党，曾参与政事。他的政治倾向总是与拉美裔的利益有关。
2003年，皮特森被当时的亚利桑那州州长Janet Napolitano任命为亚利桑那州与墨西哥委员会委员。到2005年，他已被任命为执行委员。
2005年，皮特森被亚利桑那州房产部任命为跨国界交易房地产委员会委员。该委员会主要致力于亚利桑那州与墨西哥之间的房地产交易。
2005年，皮特森被菲尼克斯市市长Phil Gordon任命为2006年执行债券委员会、技术分会的主席。2006年3月8.5亿美元的债券提议被选民通过。
皮特森对2006年3月25日和2006年4月10日的移民改革游行给予了经济支持。
皮特森是2006年6月1日为美国亚利桑那州参议院候选人Jim Pederson筹款活动的主持人之一，前总统克林顿也参加了活动。
据报道，2008年8月21日，皮特森在自己的家中为奥巴马举行募捐活动，同时参加的还有民主党全国委员会主席Howard Dean和演员Scarlett Johansson。
根据亚利桑那州、马里科帕县的记录，皮特森的住所与亚利桑那州参议员约翰麦凯恩的住址相同。

## 与好莱坞的联系
皮特森与娱乐界人士有着密切的联系。例如，1999年Gloria Estefan与皮特森签约成为Quepasa的发言人和投资人。电影制片人Paul Mazursky是皮特森的另一家公司Vayala Corp的投资人。摇滚乐队Dishwalla的创始人之一也曾是Quepasa的董事会成员之一。皮特森是说唱音乐制作人Damizza儿时的朋友。2005年9月，Quepasa宣布与詹妮弗洛佩兹签下营销协议。甚至墨西哥龙舌兰酒市场的大亨Sammy Hagar也与Quepasa加强了联系。

## 当前活动
皮特森被认为是美国拉美裔互联网的顶级权威人士。他身兼很多IT业顾问的职位。皮特森服务于互动广告局在纽约的西班牙裔委员会。根据他的公开传记，他是墨西哥政府的技术顾问。
2009年7月20日，皮特森把互联网域名demand.com出售给Demand Media公司，根据多个新闻报道，该公司的负责人是Myspace的前董事长Richard Rosenblatt。